# Canesta
Canesta, Inc. es una empresa que cuenta con fábricas en la producción de semiconductores y que inició sus operaciones en abril en el año 1999, fundada por los empresarios Cyrus Bamji, Abbas Rafii y Nazim Kareemi.
La compañía fabrica sensores 3D de un solo chip basados en CMOS, que pueden usarse como parte de sistemas de entrada para dispositivos electrónicos.
En octubre del año 2009, Canesta informó que Microsoft Corporation está en negociaciones para adquirir la empresa, pero por una cantidad no relevada. Anteriormente los activos de Canesta pertenecía a la compañía Canasco.

## Historia
En sus inicios la empresa se presentó públicamente en la conferencia PC Forum 2002, donde también aprovecharían para anunciar su tecnología de detección de imagen 3D de un solo chip basándose en lo semiconductores complementarios de óxido metálico. La empresa la describe como una "tecnología de percepción electrónica" por lo cual también promueve su tecnología para las maquinarias cotidianas y en dispositivos digitales con la capacidad de "visualizar".
En el mismo año, Canesta se presentó en Demo Mobile, anunciando su primera aplicación desarrollada, un teclado de proyección para dispositivos móviles, En esta aplicación, un teclado hecho de luz se proyecta sobre una superficie plana, y la tecnología de percepción electrónica de Canesta traduce los movimientos de los dedos en pulsaciones de teclas en el dispositivo. Posteriormente, la compañía otorgó la licencia de la tecnología a Celluon of Korea.
Más tarde, Canesta empezaría a enfocarse en las aplicaciones automotrices de su propia tecnología, principalmente contando con la inversión de Honda, ayudando a promocionar la tecnología de Canesta en foros públicos en la industria automotriz, como por ejemplo Convergence 2006. Dos aplicaciones  de su tecnología son la detección de ocupantes interiores para el despliegue avanzado de airbags y la detección de obstáculos traseros.
La empresa dirigió recientemente su atención al espacio de los videojuegos, donde su tecnología forma la base de un mecanismo de entrada único que permite nuevas experiencias de juego inmersivo.
El 29 de octubre del 2010 Canesta fue adquirido por Microsoft por una cantidad no relevada, declarando que su asociación ayudaría en el desarrollo de los interfaces de usuario naturales y difundiría la adopción de su tecnología en una gama más amplia de productos. Microsoft había desarrollado un controlador de movimiento para su consola de juegos Xbox 360, utilizando la tecnología PrimeSense y el Kinect actual para Xbox One cambió a la tecnología central de la cámara Canesta Time-of-flight..

## Financiación
La empresa ha recaudado 70 millones de dólares hasta la fecha en rondas posteriores de inversión.
Anteriormente los inversores de la empresa fueron compañías como The Carlyle Group, Venrock Associates, KGIF, Hotung Capital, Honda Motor Company, Ltd., Optex, Ltd., y Quanta Computer Inc.

## Productos
Canesta proporciona su tecnología de percepción electrónica en forma de sensores de imagen 3D CMOS a múltiples mercados como por ejemplo en OEM (fabricantes de equipos originales), incluidos productos electrónicos de consumo, videojuegos, automoción, seguridad e industrial. A partir del tercer trimestre de 2010, la última generación de sensores Canesta fue el sensor 3D ToF CMOS 'Cobra'. Este sensor utiliza un proceso de sensor de imagen CMOS estándar y tiene una matriz de píxeles ToF con resolución XY de 320x200. La precisión del rango se caracteriza por el ruido alrededor de los datos de rango correctos, y en este dispositivo 'Cobra', este ruido es alrededor del milímetro de un solo dígito.

## Tecnología
La tecnología de tiempo de vuelo de Canesta consiste en una matriz de píxeles donde cada píxel puede determinar independientemente la distancia al objeto que ve. Esta matriz es en efecto un LIDAR masivamente paralelo en un solo chip CMOS. En el corazón de la tecnología se encuentra una estructura de colección de fotos de silicio patentada en cada píxel que permite una medición precisa del tiempo de llegada de los fotones recolectados. Esta estructura de colección de fotos es sustancialmente inmune a los defectos de la superficie CMOS que normalmente afectan negativamente el tiempo de operación del vuelo. Esto permite que el tiempo de vuelo varíe utilizando un proceso CMOS de bajo costo.